# Ústřední topení

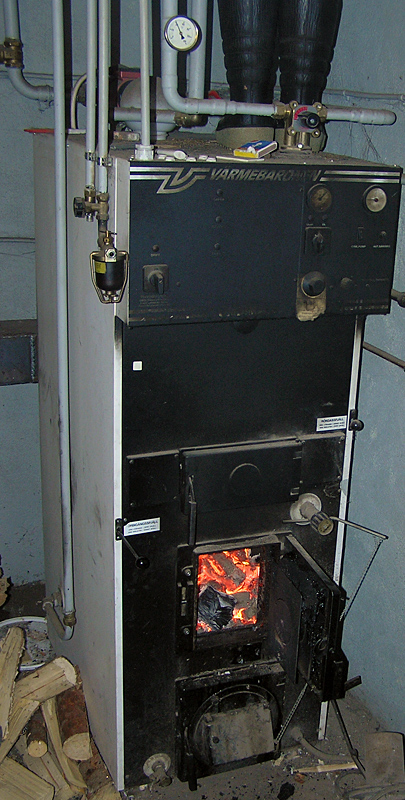
Kotel ústředního topení na dřevo s ohřívačem vody

Ústřední vytápění, hovorově ústřední topení, je soustava vytápění, která teplo z jednoho tepelného zdroje rozvádí po celé budově nebo její části. Pokud se tak vytápí jen jeden byt nebo patro budovy, mluví se o etážovém vytápění, pokud se naopak z velkého a vzdáleného zdroje vytápí celá řada budov, mluví se o dálkovém vytápění. Stavbou a údržbou systémů ústředního vytápění se zabývají topenáři.

## Popis
Systém ústředního vytápění se skládá z tepelného zdroje (kotle, tepelného čerpadla), z rozvodu a z tepelných výměníků čili otopných těles, radiátorů v jednotlivých místnostech. K tomu přistupují různé měřící a regulační prvky, ruční nebo automatické, zásobníky vody, armatury atd. Kotel ústředního topení, případně celé tepelné čerpadlo nebo jeho vnitřní jednotka, bývá umístěn ve sklepě, kde je také případně sklad nebo zásobník paliva pro kotel na pevná paliva. Oběh páry (dnes již patří do minulosti) či otopné vody zprostředkuje „teplé“ vedení, přívod, od zdroje tepla k radiátorům a „chladné“ vedení, zpátečka, zpět.

## Různé systémy

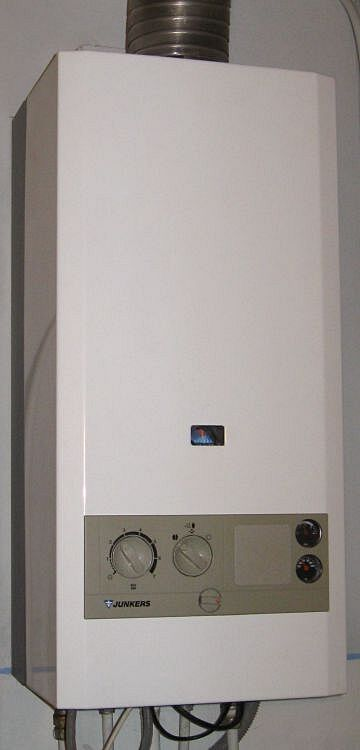
Nástěnný plynový kotel etážového topení

Systémy ústředního vytápění lze dělit:
- podle paliva kotle na systémy s pevnými palivy (uhlí, koks, kusové dřevo, dřevní pelety, štěpka), topnými oleji (těžký topný olej, lehký topný olej, extralehký topný olej) a plynové
- podle způsobu využití elektrické energie na systémy s přímotopným elektrickým kotlem nebo s tepelným čerpadlem
- podle teplonosné látky na teplovzdušné, teplovodní, případně horkovodní a parní
- na systémy se samovolným nebo nuceným oběhem.

Nejjednodušší systémy vytápění, kde se kouř od topeniště rozvádí kanály pod podlahy místností, znali už staří Římané (hypocaustum). Teplovzdušné vytápění, při kterém se ohřátý vzduch rozváděl přímo do místností, se používaly až do počátku 20. století, zejména ve veřejných budovách, obvykle doplněné o ventilátory pro urychlení oběhu. Vzhledem k malé tepelné kapacitě vzduchu však vyžadují objemově větší cirkulaci ohřátého vzduchu, vyžadují prostorné, zděné šachty a proudící vzduch také stále víří prach. Jejich předností je ovšem to, že bývají součástí systému větrání budov a tak jako součást potřebné výměny vzduchu v budově nezvyšují požadavky na spotřebu energie na pohon ventilátorů. V současné době lze využívat vzduchovodů z plechu nebo speciálních plastů a vzhledem k zásadnímu omezování potřeby tepla pro vytápění budov, tedy snižování potřebného množství ohřátého vzduchu přiváděného do vytápěných prostorů a uplatnění vysoceúčinných ventilátorů zájem o tyto systémy roste, případně jsou kombinovány s jinými způsoby vytápění.

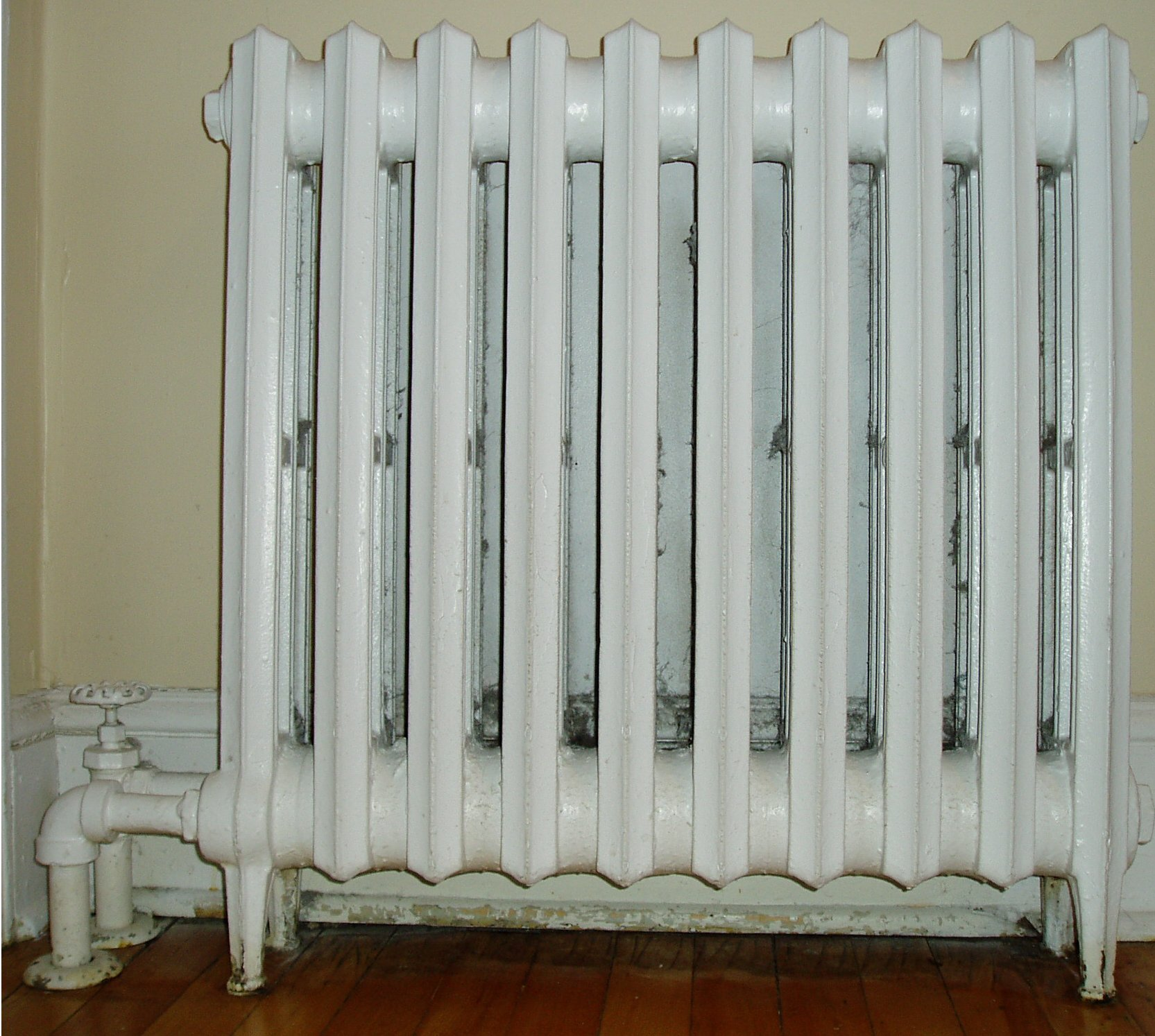
Litinový žebrový radiátor ústředního vytápění

Od konce 19. století se postupně prosadily systémy parní a teplovodní. Parní systémy mají sice vyšší účinnost, horké radiátory jsou však nepříjemné a musely se chránit před dotekem. Dnes se přehřátá vodní pára používá jako teplonosná látka přenosu tepla v dálkovém vytápění, i když tento systém postupně mizí a je nahrazován horkovodním nebo teplovodním vzhledem k potřebě omezení tepelných ztrát z dlouhých rozvodů tepla. V jednotlivých budovách se ve výměníku parou ohřívá voda, která se pak jako otopná rozvádí po budově.
Novější systémy ústředního vytápění používají jako teplonosnou látku vodu o teplotě 50–80 °C a často slouží i pro přípravu teplé vody. Pro menší budovy se dříve stavěly jako systémy s přirozeným oběhem („samotížné“), které využívají rozdílu hustoty (měrné hmotnosti) mezi teplou a studenou vodou. Potřebují však trubky o velkém průměru, kotel musí být umístěn ve sklepě a rozvod musí být pečlivě navržen, aby cirkulace byla rovnoměrná. Od poloviny 20. století proto převládají systémy s nuceným oběhem pomocí elektrických čerpadel, které mohou mít podstatně užší trubky a rychlejší oběh.

## Etážové vytápění
Při etážovém vytápění je kotel, vnitřní jednotka tepelného čerpadla, umístěn přímo v bytě, takže se sníží ztráty v rozvodu. Tepelný výkon plynového kotle nebo tepelného čerpadla lze dobře automaticky řídit a je pak také výhodné využívat programové řízení vytápění i jednotlivých místností podle potřeby, přítomnosti osob, rozdílných nároků na teplo mezi koupelnou, obývací místností, ložnicí v průběhu dne atp. Proto se moderní systémy s kotli navrhují tak, aby v oběhu bylo co nejmenší množství otopné vody. Podmínky provozu kotlů mají vliv také na konstrukci radiátorů, které mají mít co největší povrch, ale z hlediska rychlosti svého nahřívání nebo chladnutí co nejmenší obsah vody i vlastní tepelnou kapacitu. Optimální provoz tepelných čerpadel vyžaduje určitou akumulační schopnost v otopné soustavě, tedy určitý objem otopné vody, a v tomto případě mohou být výhodné i radiátory s větším objemem, i ty starší sešroubované z litinových článků. 

## Alternativní způsoby ústředního vytápění
Od konce 20. století se místo spalování fosilních paliv využívají i jiné zdroje tepla. Upřednostňuje se využití palivového dřeva v kotlích s řízeným procesem spalování a podobně i dřevních pelet, je možné například i spalování bioplynu a velkého rozmachu doznala tepelná čerpadla, což jsou stroje, které odnímají tepelnou energii z venkovního vzduchu, země, vody aj. a na vyšší teplotě ji předávají do otopné soustavy.  